# John Thygesen
John Thygesen (født 18. april 1945) er en dansk overlæge. Thygesen blev student fra Sct. Knuds Gymnasium i Odense i 1965. Efter lægeeksamen ved Københavns Universitet fik han sin kliniske uddannelse på Rigshospitalet, Kommunehospitalet, Hvidovre Hospital og Frederiksberg Hospital samt på hospitaler i England og Tyskland og blev i 1983 speciallæge i øjensygdomme. Han har været ansvarlig for operation af alle de danske børn, som fødtes med medfødt grøn stær i perioden 2003-2017. Udover hans internationalt kendte engagement inden for grøn stær er han især kendt i den brede danske offentlighed for sin indsats inden for kampen mod fyrværkeri-fremkaldte øjenskader.
Thygesen har været med til at grundlægge Danske Øjenlægers Organisation i 1990, hvor han var næstformand i otte år. I 1994 var han medstifter af Dansk GlaukomSelskab, hvor han er næstformand.

## Baggrund
I 1985-98 var han overlæge ved øjenafdelingen i Vejle med ansvar for den medicinske og kirurgiske behandling af grøn stær samt nethinde- og glaslegemelidelser, hvorefter han i 1998 fik en overlægestilling ved Rigshospitalet. Sideløbende hermed har han gennem alle årene haft privatklinik i København og Lyngby. Han var 1998-2017 overlæge ved Københavns Universitets øjenafdeling ved Rigshospitalet.
Thygesen har skrevet 158 artikler og abstracts om glaukom, automatiseret perimetri og okulær traumatologi. Han har modereret 82 nationale og internationale møder og har instrueret 352 nationale og internationale glaukom- og perimetri-møder og kurser.